# Stanisław Pelc (1895–1980)
Stanisław Sylwester Pelc (ur. 26 listopada 1895 w Krośnie, zm. 14 października 1980 w Londynie) – pułkownik dyplomowany piechoty Wojska Polskiego i Polskich Sił Zbrojnych, kawaler Orderu Virtuti Militari, w 1964 roku mianowany przez Władysława Andersa generałem brygady.

## Życiorys
Urodził się 26 listopada 1895 w Krośnie, ówczesnym mieście powiatowym Królestwa Galicji i Lodomerii, w rodzinie Ignacego i Anny z Podhorodeckich.
Od sierpnia 1914 do lipca 1917 służył w Legionach Polskich, gdzie był dowódcą plutonu w 1 pułku piechoty. Po kryzysie przysięgowym został wcielony do armii austriackiej, skąd zbiegł i włączył się do działalności w Polskiej Organizacji Wojskowej.
Od listopada 1918 w Wojsku Polskim. 3 maja 1922 roku został zweryfikowany w stopniu kapitana ze starszeństwem z dniem 1 czerwca 1919 roku i 737. lokatą w korpusie oficerów piechoty, a jego oddziałem macierzystym był 29 pułk Strzelców Kaniowskich. Do maja 1925 kolejno dowódca kompanii, batalionu i zastępca dowódcy pułku 29 pułku piechoty. 6 maja 1925 roku został przydzielony do dowództwa 25 Dywizji Piechoty w Kaliszu na stanowisko oficera sztabu dowódcy piechoty dywizyjnej. Z dniem 1 listopada 1925 roku został przydzielony do Wyższej Szkoły Wojennej w Warszawie, w charakterze słuchacza Kursu 1925/1927. 3 maja 1926 roku został mianowany majorem ze starszeństwem z dniem 1 lipca 1925 roku i 71. lokatą w korpusie oficerów piechoty. Z dniem 28 października 1927 roku, po ukończeniu kursu i uzyskaniu dyplomu naukowego oficera Sztabu Generalnego, przydzielony został do Oficerskiej Szkoły dla Podoficerów w Bydgoszczy na stanowisko dyrektora nauk. 18 czerwca 1930 roku przeniesiony został do Wyższej Szkoły Wojennej na stanowisko wykładowcy taktyki piechoty. 2 grudnia 1930 roku został mianowany podpułkownikiem ze starszeństwem z dniem 1 stycznia 1931 roku i 41. lokatą w korpusie oficerów piechoty. 28 czerwca 1933 roku otrzymał przeniesienie do 29 pułku Strzelców Kaniowskich na stanowisko zastępcy dowódcy pułku. W czerwcu 1936 roku objął dowództwo 36 pułku piechoty Legii Akademickiej w Warszawie. Na stopień pułkownika został awansowany ze starszeństwem z 19 marca 1938 roku i 37. lokatą w korpusie oficerów piechoty. W czerwcu 1938 roku przydzielony został do Generalnego Inspektoratu Sił Zbrojnych i wyznaczony na stanowisko I oficera sztabu Inspektora Armii, generała dywizji Stanisława Burhardt-Bukackiego. Na wypadek wojny z ZSRR przewidziany był do objęcia stanowiska szefa sztabu Armii „Wołyń”. 

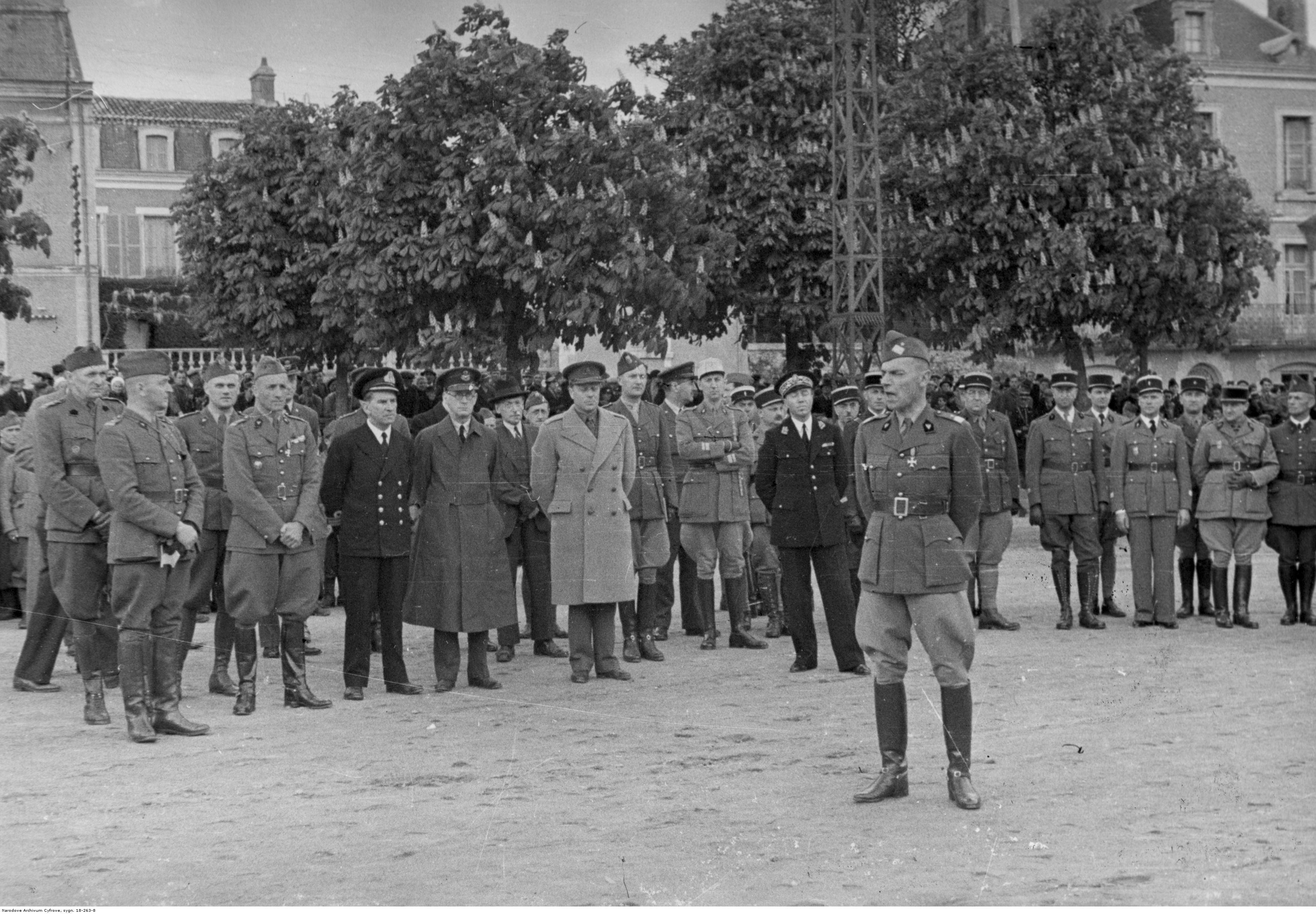
Wizyta brytyjskiej misji wojskowej w 2 Dywizji Strzelców Pieszych (1940) – przemawia gen. Bronisław Prugar-Ketling. Płk Stanisław Pelc stoi 4. z lewej

Po kampanii wrześniowej przedostał się przez Rumunię do Francji. Był dowódcą piechoty dywizyjnej 2 Dywizji Strzelców Pieszych. Po kampanii francuskiej w latach 1940–1945 internowany w Szwajcarii. Od lutego 1945 do lutego 1946 służył w Sztabie Naczelnego Wodza w Londynie, a następnie w II Korpusie Polskim. Awansowany przez gen. broni Władysława Andersa generałem brygady ze starszeństwem z dniem 1 stycznia 1964 roku w korpusie generałów. Zmarł 14 października 1980 roku w Londynie. Pochowany na cmentarzu Gunnersbury. 

## Ordery i odznaczenia
- Krzyż Srebrny Orderu Wojskowego Virtuti Militari nr 732[9]
- Krzyż Niepodległości z Mieczami (6 czerwca 1931)[12][1]
- Krzyż Kawalerski Orderu Odrodzenia Polski (11 listopada 1937)[13][9]
- Krzyż Walecznych („za czyny męstwa i odwagi wykazane w bojach toczonych w latach 1918–1921”)[9]
- Krzyż Walecznych (trzykrotnie, „za czyny męstwa i odwagi wykazane w wojnie rozpoczętej 1 września 1939 roku”)
- Złoty Krzyż Zasługi (10 listopada 1928)[14][9]
- Medal Pamiątkowy za Wojnę 1918–1921[15]
- Medal Dziesięciolecia Odzyskanej Niepodległości[15]
- Polowa Odznaka Obserwatora[15]
- Odznaka „Za wierną służbę”[15]
- Państwowa Odznaka Sportowa[15]